# Barcelona, abans que el temps ho esborri
 Barcelona, abans que el temps ho esborri és una pel·lícula catalana de 2011 dirigida per Mireia Ros. Documental en sèpia de l'alta burgesia que va fer la revolució industrial a Catalunya; un passeig per la Barcelona del segle xx a través dels records heretats per un dels seus descendents, Javier Baladia.

## Argument
Mireia Ros i Marta Figueres, directora i productora, muntadora i documentalista, van saber veure les immenses possibilitats del text de Baladía - la vida privada d'una família de l'alta societat, a través dels seus records - que ens trasllada als anys daurats d'una elit cosmopolita i culta, ja que segueix el recorregut familiar del llibre, però fa servir les imatges de moltes famílies diferents. Un retrat irònic i personal del segle xx, en forma de documental construït amb les aportacions d'altres famílies de la burgesia barcelonina, cosa que li dona un encant especial. Els personatges són els Baladia (Jaume Baladia, Teresa Mestre, Isabel Llorach, entre d'altres) i també molts altres que els representen i el que veiem és la vida de la Barcelona que va atreure Nijinsky, Barbara Hutton, Richard Strauss o Carlos Gardel. La ciutat on arquitectes com Gaudí o Puig i Cadafalch competien dissenyant edificis per als rics i que va aconseguir enlluernar el món sencer.

## Premis i nominacions

### Premis
- 2012. Premi Gaudí al millor documental per Mireia Ros (Promarfi Futuro 2010 i Televisió de Catalunya)

## Crítica
- Baladía i Mireia Ros podran inventar tot el que vulguin, però el que queda, el que les nostres retines devoren, té l'adorable perfum d'un àlbum nostàlgic d'alguna cosa realment viscuda. Impecablement muntada, desborda bon humor ja des de la seva arrencada: aquest apreciat àpat en els bèl·lics temps de la fam (patates amb la seva imprescindible pell) desconstruït a la manera de Ferran Adrià.[2]

- El llargmetratge té ritme i vida propis, decau en algun moment però recupera empenta gairebé immediatament. El seu llenguatge s'acosta a la ficció. Diverses generacions apareixen en pantalla i mostren una forma de veure el món que s'ha perdut. Hi ha algunes anècdotes impagables, com l'origen del terme "culer". La música de Maurici Villavecchia aposta per subratllar i acaba potenciant l'acció.[3]